# Matinhos
Matinhos é um município brasileiro no litoral do estado do Paraná. Localiza-se a sudeste da Curitiba, capital do estado, distando desta cerca de 111 km. Ocupa uma área de 117,064  km², sendo 4,75 km² estão em perímetro urbano. Sua população foi estimada em 35 219 habitantes conforme dados do IBGE de 2020, o que o faz ser o 48º município mais populoso do estado.
A sede tem uma temperatura média anual de 19,5 °C e na vegetação do município predomina a mata atlântica, com trechos de restinga ao longo de sua faixa litorânea. Com uma taxa de urbanização da ordem de 99%, o município contava, em 2009, com nove estabelecimentos de saúde. O seu Índice de Desenvolvimento Humano (IDH) é de 0,793, considerando como médio em relação ao estado.
O município destaca-se pelas suas praias situadas nos 15 balneários, que atraem milhares de pessoas na alta temporada, sendo o balneário de Caiobá o maior de todos, onde estão a Praia Brava e a Praia Mansa. Também há a realização anual de diversas festas e eventos, como o Festival de Verão, em fevereiro ou março, Festa de São Pedro e as feiras de artesanato, organizadas no decorrer do ano.

## História

### Origens
Há aproximadamente entre 3000 e 5000 anos atrás, vivia na região do atual município de Matinhos o "Homem do Sambaqui", que são um povo extinto e que deixou os primeiros vestígios da presença do homem naquela área. Depois deles surgiram os índios Carijós, do Grupo Tupi-Guarani.
Matinhos sofreu influência sociocultural dos povoadores de Paranaguá, e posteriormente dos de Guaratuba, por se tratar de ponto intermediário entre os dois municípios. Com o tempo foi se firmando como povoado, tendo vida própria, e participando da vida política regional.
Em 1771 residia ali o alferes Antonio Carvalho Bueno, que foi nomeado pelo tenente-coronel Afonso Botelho, para servir de Juiz Ordinário na Vila de Guaratuba.

### Formação administrativa e etimologia
Até 1938 Matinhos estava diretamente ligado a Guaratuba, município a quem estava jurisdicionado, quando, por ato do Interventor Manoel Ribas, Guaratuba perdeu sua autonomia política, passando a pertencer ao município de Paranaguá. Como Matinhos pertencia territorialmente à Guaratuba, passou também à jurisdição de Paranaguá. Pela Lei n° 613 do dia 27 de janeiro de 1951, Matinhos foi elevado à condição de distrito, ligado diretamente a Paranaguá, de quem se desmembrou a 12 de junho de 1967, pela Lei Estadual n° 05, sancionada pelo governador Paulo Pimentel, ganhando a condição de município emancipado.
De origem geográfica, sua denominação provém da abundância de vegetação rasteira, típica da planície litorânea do Paraná. "Matinhos" é uma palavra formada pelo termo "mato" acrescida do sufixo nominativo masculino plural "inhos". O termo "mato" é substantivo masculino de "mata", e origina-se do latim tardio "matta", terreno onde medram plantas agrestes. (ABHF, AGC, FT).
A instalação do novo município se deu solenemente no dia 19 de dezembro de 1968, ocasião em que ocorreu a posse das autoridades municipais eleitas.

## Geografia
A área do município, segundo o Instituto Brasileiro de Geografia e Estatística (IBGE), é de 117,064 km², sendo que 4,75 km² constituem a zona urbana e os 112,314 km² restantes constituem a zona rural. Situa-se a 25°49'04" de latitude sul e 48°32'34" de longitude oeste e está a uma distância de 111 quilômetros a sul da capital paranaense. Seus municípios limítrofes são Guaratuba, a sul e oeste, e Paranaguá e Pontal do Paraná, a norte; além do Oceano Atlântico, a leste.

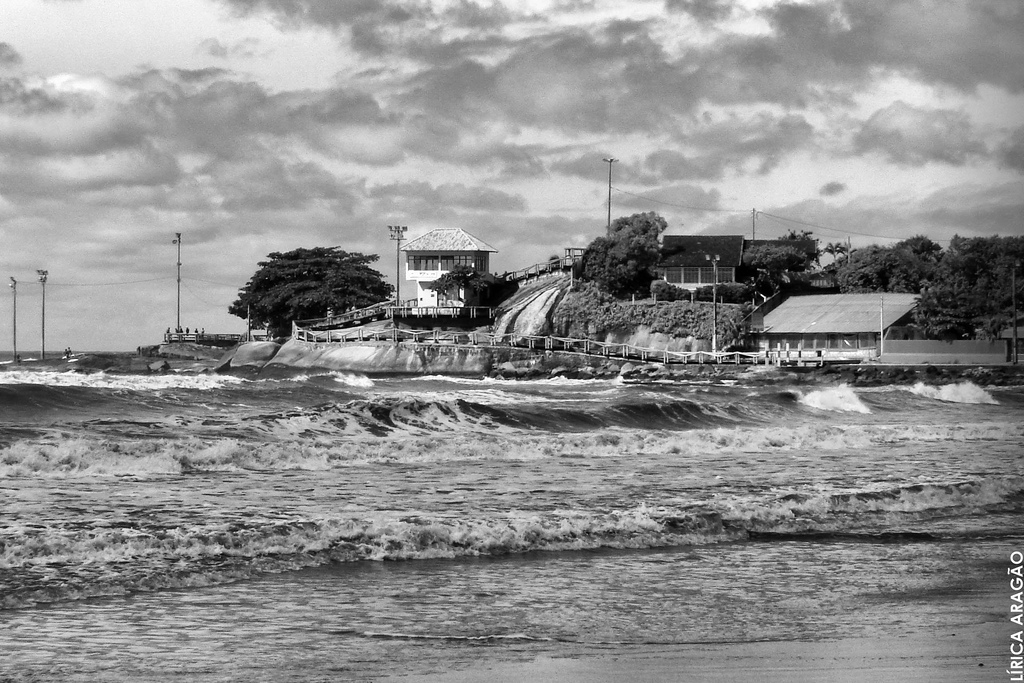
Casas construídas sobre formações rochosas na área litorânea da cidade

### Relevo e hidrografia
O relevo do município de Matinhos é predominantemente plano, sendo esta uma das características do litoral paranaense, onde predomina o tipo de relevo denominado planície litorânea, planície com cerca de 10 a 20 km de largura, constituída de formações arenosas, paludais terrestres, manguezais (paludais marinhos) e nas proximidades do complexo cristalino por terrenos de aluviões terrestres, não tendo formações de lagoas ou lagunas. O município está inserido entre o maciço montanhoso da Serra da Prata e amplas áreas da planície costeira da Praia de Leste, havendo oito morros: Cabaraquara, da Cruz ou Escalvado, Canela, Bico Torto, Taguá, Pedra Branca, Batatal e do Boi.
O território é banhado por dez rios e córregos, sendo eles: da Draga, Matinhos, da Onça, Canal da Lagoa Amarela, Indaial, Novo, Cambará, do Meio, Cachoeirinha e Guaraguaçu. Um dos principais é o Rio da Onça, que passa pelo perímetro urbano e em suas margens situa-se o Parque Estadual Florestal do Rio da Onça, constituindo-se como um corredor biológico, mas o maior rio do litoral paranaense (Rio Guaraguaçu), possui suas nascentes em Matinhos e, após percorrer grande parte do território matinhense, tem sua foz em Paranaguá.

### Clima
O clima matinhense é caracterizado, segundo o IBGE, como subtropical subquente superúmido (tipo Cfa segundo Köppen), tendo temperatura média anual de 21 °C, com temperaturas amenas e chuvas abundantes durante todo o ano. O mês mais quente é janeiro, com temperaturas máximas chegando a 29 °C, e o mais frio, com mínimas de até 13 °C. Outono e primavera são estações de transição. O índice pluviométrico é de aproximadamente 2 022 milímetros por ano, concentrados nos meses de verão e apresentando uma ligeira diminuição nos meses de inverno. As precipitações acontecem principalmente sob a forma de chuva e, em algumas ocasiões, de granizo.
Segundo a Superintendência de Recursos Hídricos e Saneamento Ambiental do Paraná, de outubro de 1948 a março de 1980 e entre 2008 e 2011, o maior acumulado de chuva em 24 horas registrado em Matinhos foi de 240,5 milímetros (mm), observado no dia 28 de janeiro de 1951. Outros grandes acumulados foram de 165,9 mm, no dia 28 de fevereiro de 1954; 162,4 mm, em 23 de fevereiro de 1950; e 161,0 mm, em 31 de março de 1954.
| Dados climatológicos para Matinhos | Dados climatológicos para Matinhos | Dados climatológicos para Matinhos | Dados climatológicos para Matinhos | Dados climatológicos para Matinhos | Dados climatológicos para Matinhos | Dados climatológicos para Matinhos | Dados climatológicos para Matinhos | Dados climatológicos para Matinhos | Dados climatológicos para Matinhos | Dados climatológicos para Matinhos | Dados climatológicos para Matinhos | Dados climatológicos para Matinhos | Dados climatológicos para Matinhos |
| Mês                                | Jan                                | Fev                                | Mar                                | Abr                                | Mai                                | Jun                                | Jul                                | Ago                                | Set                                | Out                                | Nov                                | Dez                                | Ano                                |
| ---------------------------------- | ---------------------------------- | ---------------------------------- | ---------------------------------- | ---------------------------------- | ---------------------------------- | ---------------------------------- | ---------------------------------- | ---------------------------------- | ---------------------------------- | ---------------------------------- | ---------------------------------- | ---------------------------------- | ---------------------------------- |
| Temperatura máxima média (°C)      | 28,7                               | 28,4                               | 27,2                               | 24,9                               | 22,7                               | 21                                 | 21                                 | 20,9                               | 22,2                               | 23,3                               | 25,4                               | 26,3                               | 24,3                               |
| Temperatura média (°C)             | 24,9                               | 24,7                               | 23,4                               | 20,7                               | 18,7                               | 17,3                               | 17,2                               | 17,4                               | 18,8                               | 20,1                               | 22                                 | 22,6                               | 20,7                               |
| Temperatura mínima média (°C)      | 21,1                               | 21                                 | 19,6                               | 17                                 | 14,8                               | 13,7                               | 13,4                               | 13,9                               | 15,4                               | 17                                 | 18,6                               | 19                                 | 17                                 |
| Precipitação (mm)                  | 274                                | 291                                | 274                                | 166                                | 125                                | 100                                | 89                                 | 86                                 | 129                                | 161                                | 146                                | 181                                | 2 022                              |
| Fonte: Climate-Data.org            |                                    |                                    |                                    |                                    |                                    |                                    |                                    |                                    |                                    |                                    |                                    |                                    |                                    |

### Fauna e flora

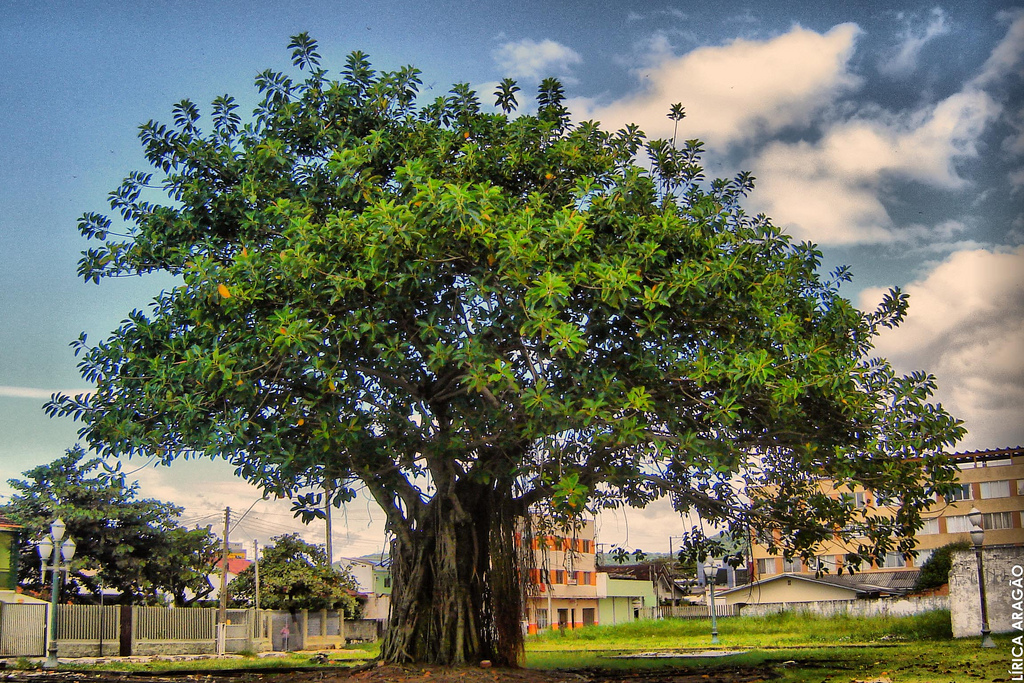
Árvore centenária em Matinhos

A vegetação nativa do município pertence ao domínio florestal Atlântico (Mata Atlântica), onde destacam-se árvores como os ipês, jacarandás, angicos, quaresmeiras, guanandis  e cedro. Também destaca-se nas áreas costeiras a restinga, que reduz a constante mudança das dunas formadas pela areia, depositadas nas praias pelas marés altas e transportadas pelos ventos. Há vários projetos com foco à preservação desse tipo de vegetação.
Na fauna matinhense, destacam-se a grande ocorrência de pacas, porcos do mato, catetos, macucos, tucanos e surucuás.
Há duas áreas de preservação que se destacam na cidade. Uma delas é o Parque Estadual Florestal do Rio da Onça, que situa-se na região central do município, às margens do Rio da Onça. Foi criado pelo Decreto Estadual nº 3825, de 4 de junho de 1981, em uma área de reflorestamento que abrigava o depósito de lixo do município, tendo atualmente 1 660 hectares. A outra área é o Parque Nacional de Saint-Hilaire/Lange, que foi criado pela Lei nº 10.227, de 23 de maio de 2001, sendo que tem 24 500 hectares, englobando áreas de Matinhos, Guaratuba, Morretes e Paranaguá. Nele o foco é a preservação da mata atlântica.

## Demografia

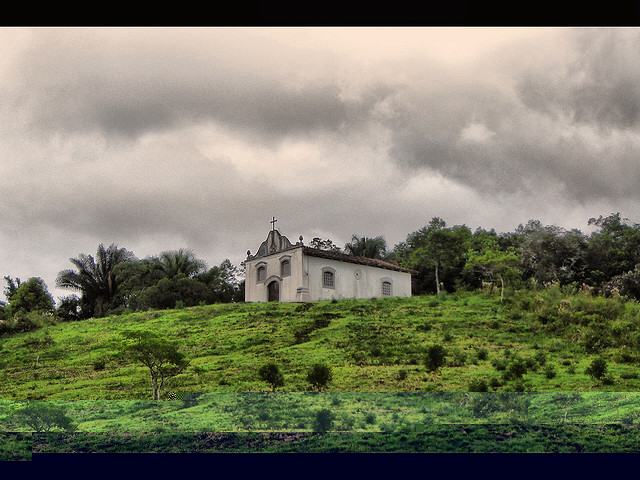
Uma Igreja Católica na cidade, cuja religião é a que predomina em Matinhos

Em 2011, a população do município foi estimada pelo Instituto Brasileiro de Geografia e Estatística (IBGE) em 29 831 habitantes, apresentando uma densidade populacional de 18,04 habitantes por km². Em 2010, 14 333 habitantes eram homens e 15 093 habitantes mulheres. Ainda segundo o mesmo censo, 29 277 habitantes viviam na zona urbana e 149 na zona rural. A população matinhense era composta por 20 209 brancos (68,67%); 802 pretos (2,73%); 197 amarelos (0,67%); 8 086 pardos (27,48%); e 134 indígenas (0,46%).
O Índice de Desenvolvimento Humano Municipal (IDH-M) de Matinhos é considerado médio pelo Programa das Nações Unidas para o Desenvolvimento (PNUD). Seu valor é de 0,793, sendo o 31° maior de todo estado do Paraná (em 399 municípios); o 387° de toda Região Sul do Brasil (em 1159) e o 715° de todo país (entre 5507). A cidade possui a maioria dos indicadores médios e parecidos com os da média nacional segundo o PNUD. O coeficiente de Gini, que mede a desigualdade social, é de 0,41, sendo que 1,00 é o pior número e 0,00 é o melhor. No ano de 2003, a incidência da pobreza, medida pelo IBGE, era de 45,80%, o limite inferior da incidência de pobreza era de 31,98%, o superior era de 59,61% e a incidência da pobreza subjetiva era de 26,50%.
De acordo com dados do censo de 2000 realizado pelo IBGE, a população de Matinhos está composta por: Católicos (65,48%), evangélicos (23,30%), pessoas sem religião (6,62%), espíritas (0,44%) e 4,16% estão divididas entre outras religiões.

## Política
A administração municipal se dá pelo poder executivo e pelo poder legislativo. O primeiro líder do poder executivo e prefeito do município foi Eros Aldo Silveira Lepca, que tomou posse em 1968, após a emancipação da cidade. Em 14 mandatos, vários prefeitos passaram pela prefeitura de Matinhos. Por ter menos de 200 mil eleitores, não pode haver segundo turno no município.
O Poder legislativo é constituído pela câmara, composta por nove vereadores eleitos para mandatos de quatro anos (em observância ao disposto no artigo 29 da Constituição). Cabe à casa elaborar e votar leis fundamentais à administração e ao Executivo, especialmente o orçamento participativo (Lei de Diretrizes Orçamentárias). O município se rege ainda por lei orgânica, que foi publicada em 3 de abril de 1990, e é sede da Comarca de Matinhos, instalada no final do ano de 1998. Possuía 24 296 eleitores em novembro de 2011, o que representava 0,318% do total do estado do Paraná.

## Economia
O produto interno bruto (PIB) de Matinhos é um dos maiores de sua microrregião, destacando-se na área de prestação de serviços. De acordo com dados do IBGE, relativos a 2008, o PIB do município era de R$ 335 277,449 mil. Em 2009, 18 716 mil eram de impostos sobre produtos líquidos de subsídios a preços correntes. O PIB per capita é de R$ 13 988,55
Em 2009 havia 12 920 trabalhadores, sendo 7 426 pessoal ocupado total e 5 494 ocupado assalariado. Salários juntamente com outras remunerações somavam 53 678 mil reais e o salário médio mensal de todo município era de 1,8 salários mínimos. Havia 1 467 unidades locais e 1 434 empresas atuantes.
Setor primário
| Produção de arroz, cana-de-açúcar e mandioca (2010) | Produção de arroz, cana-de-açúcar e mandioca (2010) | Produção de arroz, cana-de-açúcar e mandioca (2010) |
| --------------------------------------------------- | --------------------------------------------------- | --------------------------------------------------- |
| Produto                                             | Área colhida (hectares)                             | Produção (tonelada)                                 |
| Arroz                                               | 53                                                  | 265                                                 |
| Cana-de-açúcar                                      | 3                                                   | 105                                                 |
| Mandioca                                            | 3                                                   | 51                                                  |

A agricultura é o setor menos relevante da economia de Matinhos. De todo o PIB da cidade, 5 696 mil reais é o valor adicionado bruto da agropecuária. Segundo o IBGE, em 2010 o município possuía um rebanho de 90 bovinos, 80 equinos, 36 bubalinos, 310 suínos, 80 caprinos e 4 600 aves, dentre estas 2 000 galinhas e 2 600 galos, frangos e pintinhos.
Em 2010 a cidade produziu 18 mil litros de leite de 50 vacas e 8 mil dúzias de ovos de galinha. Na lavoura temporária são produzidos principalmente o arroz (265  toneladas), a cana-de-açúcar (105 toneladas) e a mandioca (51 toneladas). Também destaca-se no município a pesca, para fins esportivos ou para subsistência das chamadas vilas de pescadores.
Setores secundário e terciário

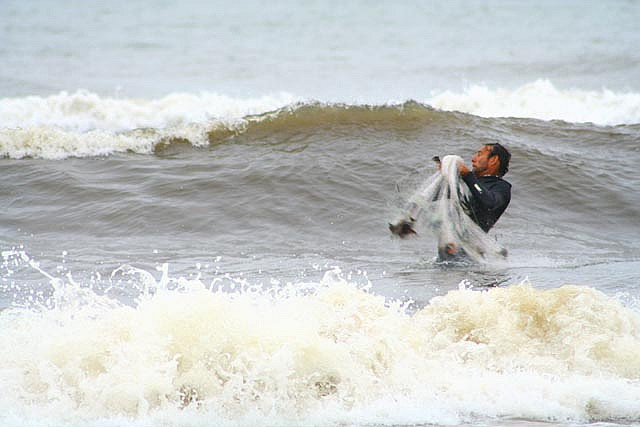
Pescador em Matinhos. A pesca é uma das principais atividades econômicas relativas ao setor primário

A indústria, atualmente, é o segundo setor mais relevante para a economia do município. 31 572 reais do PIB municipal são do valor adicionado bruto da indústria (setor secundário). A produção industrial ainda é muito incipiente na cidade, mesmo que comece a dar sinais de aprimoramento, sendo resumida principalmente à área da agroindústria.
O setor terciário é o mais relevante para a economia municipal. Em 2010, 229 886 reais do PIB de Matinhos eram do valor adicionado bruto do setor terciário, destacando-se as áreas do turismo e do comércio. As praias de Matinhos são os principais atrativos do município, havendo, consequentemente, bastantes hotéis e pousadas, que na alta temporada e durante feriados prolongados hospedam milhares de turistas que vêm de várias partes do Paraná, do Sul brasileiro ou mesmo de outros países, o que também favorece o desenvolvimento do movimento comercial matinhense, que tem se expandido bastante nos últimos anos. Grande parte da atividade comercial do município concentra-se nas proximidades das praias e se dedica à venda de produtos artesanais.

## Estrutura urbana

### Habitação, infraestrutura básica e criminalidade
No ano de 2010 a cidade tinha 9 723 domicílios particulares permanentes. Desse total, 8 745 eram casas, 100 eram casas de vila ou condomínios, 862 eram apartamentos e 16 eram habitações em cortiços ou casas de cômodo. Parte dessas residências conta com água tratada, energia elétrica, esgoto, limpeza urbana, telefonia fixa e telefonia celular. 9 087 domicílios eram atendidos pela rede geral de abastecimento de água (93,45% do total); 9 660 (99,35%) possuíam banheiros para uso exclusivo das residências; 9 652 (99,26% deles) eram atendidos pelo serviço de coleta de lixo; e 9 688 (99,64%) possuíam abastecimento de energia elétrica.
Como na maioria dos municípios médios e grandes brasileiros, a criminalidade ainda é um problema em Matinhos. Em 2008, a taxa de homicídios no município foi de 25,0 para cada 100 mil habitantes, ficando no 58° lugar a nível estadual e no 657° lugar a nível nacional. O índice de suicídios naquele ano para cada 100 mil habitantes foi de 4,2, sendo 93° a nível estadual e o 1437° a nível nacional. Já em relação à taxa de óbitos por acidentes de transito, o índice foi de 22,3 para cada 100 mil habitantes, ficando no 115° a nível estadual e no 929° lugar a nível nacional. Por força da Constituição Federal do Brasil, o município possui uma Guarda Municipal, que tem função de proteger os bens, serviços e instalações públicas.

### Saúde e educação
Em 2009, o município possuía nove estabelecimentos de saúde entre hospitais, pronto-socorros, postos de saúde e serviços odontológicos, sendo sete deles públicos e dois privados e que todos estes públicos pertenciam à rede municipal. Neles a cidade possuía 15 leitos para internação, sendo que todos eles estavam nos públicos. Em 2010 foram registrados 396 nascidos vivos e dois óbitos, sendo que ambos os mortos eram mulheres.
Na área da educação, o município, em 2009, contava com aproximadamente 7 459 matrículas e 29 escolas nas redes públicas e particulares. Segundo dados da Secretaria de Estado da Educação (SEED), 323 crianças estudavam em creches e a taxa de analfabetismo de pessoas entre 20 e 24 anos era de 1,9%, sendo que o índice era maior entre pessoas maiores de 50 anos, sendo de 14%. Em 2000, o Índice de Desenvolvimento Humano da educação (IDHM-E) era de 0,894, classificando-se como elevado.
| Ensino pré-escolar | 582   | 35  | 10 |
| Ensino fundamental | 5 637 | 234 | 16 |
| Ensino médio       | 1 240 | 70  | 3  |

### Serviços
A distribuição de energia no município é fornecida pela Companhia Paranaense de Energia (Copel). A energia que abastece da cidade é oriunda da Usina Hidrelétrica Governador Parigot de Souza, que foi inaugurada em 1970 e situa-se no município de Antonina, a 50 km de Curitiba. Já o serviço de abastecimento de água de toda a cidade é feito pelo Companhia de Saneamento do Paraná (Sanepar).
O código de área (DDD) de Matinhos é 041 e o Código de Endereçamento Postal (CEP) é 83260-000. No dia 12 de janeiro de 2009 o município passou a ser servido pela portabilidade, juntamente com outros municípios com o mesmo DDD. A portabilidade é um serviço que possibilita a troca da operadora sem a necessidade de se trocar o número do aparelho.

### Transportes

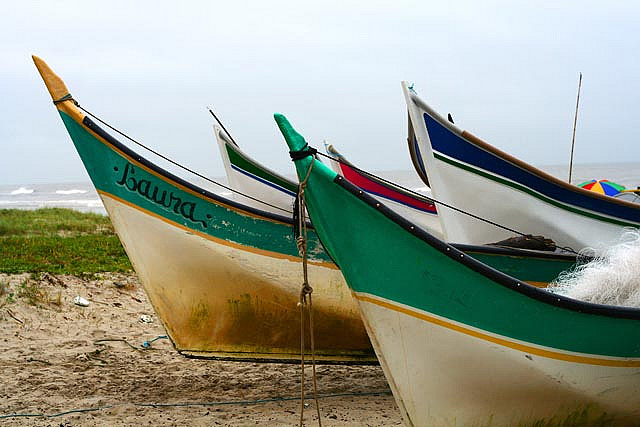
Canoas usadas para pesca em uma praia de Matinhos

A frota municipal no ano de 2010 era de 8 724 veículos, sendo 4 775 automóveis, 254 caminhões, onze caminhões-trator, 487 caminhonetes, 256 caminhonetas, 27 microônibus, 1 981 motocicletas, 681 motonetas, 22 ônibus, 15 utilitários e 215 classificados como outros tipos de veículos. Matinhos possui um terminal rodoviário, o Terminal Rodoviário José Bonatto. Foi inaugurado em junho de 2000, tendo passado por reformas em 2011, e liga Matinhos, principalmente, a várias cidades do Paraná ou do estado de São Paulo. A cidade também possui transporte coletivo urbano, feito pela Viação Oceânica Sul, atendendo a quase toda a cidade, além de manter integração de linhas com Pontal do Sul.
Não existem aeroportos que operam na cidade. Há apenas o Aeroporto Santos Dumont (IATA: PNG, ICAO: SSPG), em Paranaguá, que situa-se a cerca de 40 km de Matinhos; e o Aeroporto Internacional de Sao José dos Pinhais, em Curitiba. A cidade é atendida pela PR-508 (Rodovia Elísio Pereira Alves Filho) – que a liga à BR-277 e, posteriormente, a todo o interior paranaense, até chegar em Foz do Iguaçu, na divisa com o Paraguai e a Argentina – e pela PR-407 (Rodovia Argus Tha Hein) – que margeia todo o litoral paranaense, ligando Matinhos às cidades que naquele estão situadas. Não há transporte de cargas por via hidroviária, sendo que os barcos da cidade são utilizados principalmente para a pesca.

## Cultura
A responsável pela gestão pública do setor cultural de Matinhos é a Secretaria Municipal de Esporte, Educação e Cultura, que tem como objetivo planejar e executar a política cultural e educacional do município por meio da elaboração de programas, projetos e atividades que visem ao desenvolvimento cultural. Está vinculada ao Gabinete do Prefeito, integra a administração pública indireta do município e possui autonomia administrativa e financeira, assegurada, especialmente, por dotações orçamentárias, patrimônio próprio, aplicação de suas receitas e assinatura de contratos e convênios com outras instituições.

### Eventos e gastronomia
Para estimular o desenvolvimento socioeconômico local, a prefeitura de Matinhos, juntamente ou não com instituições locais, passou a investir mais no segmento de festas e eventos. Anualmente destacam-se as realizações do Festival Verão Maior, com diversas atividades musicais e esportivas, entre janeiro e fevereiro; a tradicional Festa do padroeiro São Pedro Apóstolo em junho atraindo milhares de fiéis da região;  as comemorações do aniversário da cidade, também em junho, com programações que duram várias semanas; do Concurso Princesinha do Mar do Paraná, concurso de beleza infantil que reúne meninas de todo o estado;  do Torneio de Pesca, em março; do Expoarte, onde os artistas e artesãos se reúnem para expor seus trabalhos; o Torneio de Pesca Noturno, que ocorre em setembro, sendo realizado pela Secretaria Municipal de Esporte e Educação; as comemorações de Natal, em dezembro; além do Reveillon, entre os dias 31 de dezembro e 1º de janeiro, celebrando o ano novo.
O artesanato também se destaca no município. Surgiu pela necessidade da confecção de ferramentas para pescadores, e estas agradavam aos turistas, então passaram a ser comercializadas. Com o passar do tempo houve um crescimento do comércio para artesanato, e atualmente a produção artesanal de Matinhos tem como característica as matérias-primas naturais que são usadas, como fibras do coco, escamas e pele de peixe, fibras da bananeira, conchas e sementes. Conforme já citado anteriormente, durante o ano são realizadas algumas feiras que têm foco à exibição e comércio de produtos artesanais, como a Feira de Artesanato do Balneário Gaivotas e da Expoarte.

### Atrativos
Dentre os atrativos naturais, há de se destacar as praias situadas nos vários balneários que compõem o município de Matinhos. Dentre eles encontram-se: Corais, Jussara, Gaivotas, Iracema, Guacyara, Currais, Ipacaraí, Betaras, Solimar, Marajó, Saint Etiene, Florida, Riviera I e II e Flamingo, além da praia de Matinho, na Sede. O balneário de Caiobá é o maior de todos, nele estão localizadas a Praia Brava, onde há realização de campeonatos de surf, e a Praia Mansa, que destaca-se pelas águas calmas e pouco profundas. Também há o Morro do Escalvado e o Morro do Boi, que se destacam pelas suas trilhas ecológicas e visões panorâmicas.
Na cidade também se encontra o Parque Águas Claras, parque aquático inaugurado em abril de 1994 e que possui área de 242 mil km². Além de vários atrativos de valor histórico e cultural, como a Igreja Matriz de São Pedro, que é a principal igreja da cidade, construída com linhas arquitetônicas simples; a Igrejinha de São Pedro, que foi construída entre os anos de 1938 e 1944, abrigando por muito tempo o título de Igreja Matriz, sendo tombada pelo Patrimônio Histórico e Artístico do Paraná em 1987; o Calçadão da Praia Central, que é usada para caminhadas e passeios de bicicleta; e o Mercado dos Pescadores, onde são comercializados vários tipos de pescados.

### Esporte
Nas praias se destaca a prática de esportes aquáticos, como o surf, triatlo e a natação. Durante o ano são organizados diversos campeonatos esportivos com foco a essas modalidades esportivas, especialmente durante a alta temporada do litoral, destacando a importância do Campeonato de Surf, que faz parte de uma das etapas do campeonato sul-brasileiro. Além destes, também há realizações de campeonatos de basquetebol, voleibol e peteca.
O futebol da cidade ainda é considerado amador, em comparação a muitas cidades brasileiras. A Prefeitura Municipal de Matinhos, juntamente com o Secretaria Municipal de Esporte, Educação e Cultura, realiza anualmente o Campeonato de Futebol Amador de Matinhos, dando oportunidade aos times e jogadores do município de mostrarem seu trabalho e suas técnicas. Este é um dos principais eventos desportivos do município, um dos mais populares e que atrai público razoável.

### Feriados
Em Matinhos há dois feriados municipais e oito feriados nacionais, além dos pontos facultativos. Os feriados municipais são: o dia do aniversário da cidade, em 12 de junho, e o dia do padroeiro, São Pedro, em 29 de junho. De acordo com a lei federal n.º 9.093, aprovada em 12 de setembro de 1995, os municípios podem ter no máximo quatro feriados municipais, já incluída a Sexta-Feira Santa.